# Immeuble des Mirepoises
L'immeuble des Mirepoises est un monument historique, située no 15 Boulevard Léon-Gambetta, à Cahors.

## Histoire
Le marquis de Mirepoix, gouverneur du Quercy, a légué en 1665 à sa femme et à l'évêque de Cahors, un immeuble pour y « fonder une institution de religieuses destinées à former des institutrices qui se répandraient dans tout le pays et à instruire gratuitement les filles pauvres » (J. Daymard, Le Vieux Cahors). Son étude archéologique a montré qu'il comprend des vestiges d'habitations remontant au XIIIe et XIVe siècles.
Les travaux sont terminés vers 1678 car on peut lire sur la clef de voûte d'un portail décembre 1677. 
La communauté des Mirepoises s'est installé dans l'immeuble en 1678.
En 1792, quand la communauté a été supprimée, il y avait onze sœurs, dont six consacrées à l'enseignement, et 25 pensionnaires. Le 6 octobre 1792, la ville s'est emparé de l'immeuble et y a fondé une institution laïque donnant l'instruction aux jeunes filles pauvres sous la direction de l'ancienne supérieure devenue la citoyenne Delsol.
Après la Révolution, le conseil municipal fit appel aux religieuses des Sacrés-Cœurs de Jésus et de Marie, connues sous le nom de Dames blanches, qui se sont installées dans l'ancien bâtiment des Mirepoises, le 4 juillet 1804. Elles l'ont acheté à la ville en 1835 pour 36 000 francs. Elles ont quitté volontairement le bâtiment en 1900.
L'immeuble a été vendu à une société privée qui l'a transformé.
Dans l'édifice, les façades et les toitures, la cheminée de la pièce voûtée au rez-de-chaussée, les peintures murales de l'oratoire, les poutres peintes et la cheminée à décor peint au premier étage ont été inscrites titre des monuments historiques le 25 mars 1977,.